# Teòdot de Rodes
Teòdot de Rodes (grec antic: Θεóδοτος, llatí: Theodotus) fou un polític grec nadiu de Rodes al servei de l'Imperi Selèucida, que va viure als segles IV aC i III aC.
Va ser conseller del rei Antíoc I Sòter i els seus consells sobre com manejar els elefants en la batalla contra els gàlates, van donar al rei la victòria, i li van garantir la seguretat i el tron, segons que diu Llucià de Samòsata.